# Religiose francescane di Sant'Antonio
Le religiose francescane di Sant'Antonio sono un istituto religioso femminile di diritto pontificio; le suore di questa congregazione pospongono al loro nome la sigla R.F.S.A.

## Storia
La congregazione fu fondata a Carpino il 17 gennaio 1901 da Giulia Bonifacio (in religione Miradio della Provvidenza) dietro invito del parroco del luogo, Francesco Carisdeo, per la cura e l'istruzione della fanciullezza abbandonata.
L'istituto, aggregato all'ordine dei frati minori dal 2 febbraio 1906, ricevette il pontificio decreto di lode il 21 dicembre 1941 e l'approvazione definitiva il 24 gennaio 1949.

## Attività e diffusione
Le suore si dedicano all'istruzione e all'educazione di infanzia e gioventù e all'assistenza a orfani e anziani.
Oltre che in Italia, sono presenti in Australia, Brasile, Colombia, El Salvador, Filippine, Guatemala, Nicaragua, Panama; la sede generalizia è ad Ariccia.
Alla fine del 2008 la congregazione contava 175 religiose in 36 case.